# Lars Egler
Lars Harry Egler, född 6 februari 1935 i Stockholm och död 9 februari 1992 i Muskö, var en svensk TV-producent, regissör och musiker.
Egler växte upp i Stockholm som son till arkitekten Harry Egler och Margit Egler och studerade vid Uppsala universitet, där han tog en fil kand 1959 i bland annat musikvetenskap. Under åren 1960–1985 var han anställd vid Sveriges Radio och Sveriges Television, där han var delaktig i produktionen av över 700 inslag och produktioner, ofta som producent eller regissör, med särskild inriktning på musik- och underhållningsprogram i ett brett spektrum av klassisk musik, jazz, dansproduktioner, TV-teatern och populärunderhållning. Han har också producerat program för radio och TV i Tyskland, USA, Polen, Österrike, Finland, Norge och Danmark och undervisat vid Dramatiska Institutet och i sitt eget produktions- och utbildningsbolag, som han efter 1985 hade som sin verksamhetsbas för det fortsatta arbetet för TV-bolagen etc. 
Flera av hans produktioner har prisbelönats internationellt, såsom det uppmärksammade jazzdansverket Riedaglia (Prix Italia, 1967) med musik av Georg Riedel, koreografi av Alvin Ailey och regi av Egler, respektive komediprogrammet "N.S.V.I.P.'s/Not so very important people" tillsammans med Torbjörn Axelman; vann både Guldrosen och Internationella presspriset vid Montreuxfestivalen 1973. Uppmärksamhet fick han också för regin av SVT-serien Clark Kent (1988). Hans sista produktion blev långfilmsdebuten Härifrån till Kim (1993).
Lars Egler var 1957–1976 gift med programpresentatören Inger Berglund (1935–2019), och senare på 1970-talet sammanlevde han med sångerskan Arja Saijonmaa, vars ackompanjatör i egenskap av pianist han också var vid ett flertal konserter. 1987 regisserade han också henne i huvudrollen som Zarah Leander i musikalen Stjärnfall med Värmlandsoperan i Säffle, Leanders födelseort.
Lars Egler är gravsatt på Muskö kyrkogård.

## Ett urval regiinsatser
- 1967 – Riedaglia (dansproduktion TV)
- 1973 – The N.S.V.I.P./The Not So Very Important People (TV)
- 1977 – Ratsumies (dansproduktion TV)
- 1981 – Transporte transportissimo (TV)
- 1982 – Amedée (TV-teater)
- 1983 – Mannen utan själ (TV-teater av Pär Lagerkvist)
- 1987 – Stjärnfall (musikal, Värmlandsoperan)
- 1988 – Clark Kent (TV-serie)
- 1993 – Härifrån till Kim (långfilm)